# Eurotamandua
Eurotamandua – rodzaj wymarłego ssaka łożyskowego z rzędu Afredentata, prawdopodobnie należącego do Afrotheria. Żył we wczesnym eocenie.